# Psaréika
Psaréika (grec moderne : Ψαραίικα) est une localité située dans le dème de Zante, dans le district régional de Zante, dans la périphérie des Îles Ioniennes, en Grèce.
Selon le recensement de 2021, elle compte 81 habitants.